# Ung leg
Ung leg er en dansk film, der i 1956 gjorde Klaus Pagh berømt. Filmen er instrueret af Johannes Allen, der også skrev romanen, der har dannet grundlag for filmen.
Blandt de øvrige medvirkende kan nævnes:
- Ghita Nørby
- Frits Helmuth
- Anne Werner Thomsen
- Else Højgaard
- Jørn Jeppesen
- Emil Hass Christensen
- Berthe Qvistgaard
- Sigrid Horne-Rasmussen
- John Wittig
- Asbjørn Andersen
- Palle Huld
- Hanne Borchsenius
- Axel Strøbye